# Albán-Riviéra
Az Albán-Riviéra (albán Riviera Shqiptare, gyakran egyszerűen Bregdeti vagy Bregu, a. m. ’tengerpart, part’) földrajzi értelemben Délnyugat-Albánia jón-tengeri partvidékének mintegy 40 kilométer hosszú, keskeny szakasza, a Llogara- és a Shënvasili-hágó között húzódó, megközelítőleg 90 négyzetkilométeres kistája, amelyet az Akrokerauni-hegyvidék meredek láncai szegélyeznek. Idegenforgalmi kontextusban gyakran az ettől délre, illetve északra elterülő tengerparti üdülőövezeteket – Saranda, Vlora, sőt Durrës környékét – is az Albán-Riviérához sorolják. Természeti szépségei és strandjai okán a nyugat-balkáni ország egyik kedvelt turisztikai célpontja.

## Földrajza
A Vlorai-öböl nyugati partján futó Rrëza e Kanalit, illetve a keleti oldalán induló Lungara-hegység egymásba ékelődő láncolatát, az Akrokerauni-hegyvidéket a 2045 méter magas Çika-hegynél (a. m. ’Leányka-hegy’) az Albán-Riviéra északi végpontja, az 1027 méteres tengerszint feletti magasságú Llogara-hágó töri meg. A Llogara-hágó északnyugati előterében a Rrëza e Kanalit meredeken leszakadó oldalai alkotják a tengerpartot. A Çika-hegynél az Akrokerauni-hegyvidék csapása délkeleti irányba vált, és némileg eltávolodik a tengertől. Az Albán-Riviéra keskeny, 2-5 kilométer széles partvidékét a vele párhuzamosan futó hegylánc lankás, dombsági hegylába alkotja, amelyet helyenként kisebb síksági foltok tarkítanak. A hegység Himara és Borsh között ismét a tengerparton fut. Ezen a szakaszon az Albán-Riviéra egyébként tagolatlan partvidékét öblök és félszigetek csipkézik (pl. Porto Palermo). A Riviéra 40 kilométer hosszú partvidéke Lukovától délre ér véget, ahol az addig fokozatosan alacsonyodó, ott ismét a tengerbe szakadó Akrokerauni-hegyvidéket a Shënvasili-hágó töri át, egyúttal köti össze a Riviérát a szomszédos kistájjal, a besüllyedt Delvinai-medencével. (A partvidéket szegélyező magasabb hegycsúcsokat lásd az Akrokerauni-hegyvidék szócikkben.)
Az ország legmagasabb átlaghőmérsékletű területei közé tartozik, amelyhez hozzájárul az is, hogy a Riviérát szegélyező hegyláncok elzárják az északról és keletről érkező hidegebb légtömegek útját. A napsütéses órák száma csak Saranda környékén magasabb; a januári átlaghőmérséklet 9, a júliusi 26 Celsius-fok. Folyóvizekben szegény, de forrásokban bővelkedő terület. Az Akrokerauni-hegyvidékre hulló csapadékot szurdokszerű völgyületek (pl. Száraz-patak [albán Përroi i Thatë], Gjipe-szurdok, Kudhësi-árok [Përroi i Kudhësit]) vezetik le a tenger irányába. A terület uralkodó növényzete az örökzöld mediterrán flóra, főképp cserjések formájában.
Az Albán-Riviérán fut végig a Vlorát Sarandával összekötő, jó minőségű, aszfaltozott, helyenként erősen szerpentinező SH8-as jelű főút. A két várossal buszjáratok kötik össze az Albán-Riviéra településeit.

## Története
Az Albán-Riviéra területe az i. e. 6. század, a khaóniai görögök gyarmatosítása óta folyamatosan lakott terület volt, s az i. e. 2. században került római fennhatóság alá. I. e. 48-ban itt, Palaesténél (ma Palasa) szállt partra katonái élén Iulius Caesar, hogy összecsapjon az északabbra állomásozó Pompeius seregével. A bizánci uralom idején, a 9. században egyházmegye lett, melynek püspöki székhelyévé Himarát tették meg. 1258-ban az Epiruszi Despotátus, majd a 15. század elejétől a Velencei Köztársaság birtoka volt. A 16. század elején vált török hódoltsági területté. A törökök 1530-ban feldúlták Himarát, de az elkövetkező években a területen élő himarióta görögök viszonylagos függetlenséget élveztek (nem fizettek adót, fiaikat nem sorozták be az oszmán seregbe stb.). Az epiruszi régió önkényura, Ali Tepeleni pasa a 19. század elején behatolt ugyan a területre, s hatezer himariótát lemészároltatott, de tartósan nem tudta megvetni a lábát a területen. A himarióták kiváltságait csak az 1908-ban az ifjútörök mozgalommal hatalomra került konstantinápolyi kormány törölte el.
Albánia függetlenné válása (1912) után a délalbán területekre aspiráló Görögország csapatai vonultak be a területre, amely az általuk kikiáltott, 1914-től 1916-ig fennállt Észak-epiruszi Autonóm Köztársaság része lett. 1916 októberétől olasz megszállás alatt állt a régió, s csapataikat csak jóval az első világháború után, 1921 júniusában vonták vissza a területről. A második világháborút követően, az 1950-es években Porto Palermónál szovjet tengeralattjáró-bázist létesítettek, a közeli várból pedig albán katonai bázist alakítottak ki. Ennek következményeként az egyébként is elszigetelt országon belül az Albán-Riviéra középső szakasza különösen védett zóna volt, amelyet csak 1996-ban nyitottak meg az egyszerű állampolgárok és turisták számára. A védett zónán kívül eső területeken az 1960-as évektől citrus- és olajfaligeteket művelő kolhozok működtek, illetve volt néhány munkás- és tiszti üdülő a tengerparton.
Az 1980-as évek adatai szerint az Albán-Riviérán és Saranda vidékén évente mintegy 3600 – jóformán kizárólag belföldi – nyaraló fordult meg. Az 1991-es rendszerváltást követően a nagyarányú elvándorlás mellett a legnagyobb változást az építőipar konjunktúrája hozta meg, amelynek köszönhetően az ezredfordulóra az Albán-Riviéra lakosainak fő bevételi forrása a turizmus lett.

## Népessége
Az Albán-Riviéra közigazgatásilag Vlora megyében található, a Himara községhez tartozó Himara és Lukova alközségek területén. A két alközség együttes lakossága a 2011-es népszámlálás alapján 5738 fő. Legjelentősebb települése, regionális központja, egyúttal egyetlen városi jogállású települése Himara. További fontosabb települései északról déli irányba haladva: Palasa, Dhërmi, Vuno, Qeparo, Borsh, Piqeras és Lukova.
A táj északi részén évszázadokon át ortodox felekezetű görögök (himarióták) alkották a többséget, míg a déli falvakat többségükben muszlim (Borsh) vagy görögkeleti (Piqeras, Lukova) albánok lakták. A görögök főbb települései Himara mellett Palasa (Παλάσα / Palásza), Dhërmi (Δρυμάδες / Drimádesz) és Qeparo (Κηπαρό / Képaró) voltak, de számottevő számban éltek Vuno (Βουνός / Vunósz) és Piqeras (Πικέρνη / Pikerné) falvakban is. A kommunizmus évtizedeinek albánosítási törekvései, valamint az 1991-es rendszerváltást követő nagyarányú, Görögországba irányuló kivándorlás következményeként számuk erősen megcsappant.

## Nevezetességei
Az Albán-Riviéra északi végpontjánál, a Llogara-hágó környékén 1010 hektáron terül el a Llogarai Nemzeti Park fenyveserdőkkel és kőrisesekkel borított védett hegységi területe. Az épített örökség védett értékeit elsősorban a helyben lakó görögség templomai alkotják, többek között a himarai Szent Mihály-, Szent Szotir- és Szent Szpiridon-templom, a nagy értékű freskókkal díszített dhërmii Szűz Mária-templom. Az elhagyott lakóházaival szellemváros benyomását keltő himarai vár mellett a táj két legjelentősebb erődítése a 18. századi borshi vár, valamint az Ali Tepeleni pasa által a 18. század végén építtetett Porto Palermó-i vár. Népi építészeti szempontból említésre érdemesek Qeparo i Sipërm (’Felső-Qeparo’) lakóházai.
- A himarai óváros részlete
- A dhërmi Szűz Mária-templom a Çika-heggyel
- Porto Palermo vára
- Qeparo ófalujának házai

Az Albán-Riviéra elsősorban strandjai miatt népszerű. Többségében kavicsos, gyorsan mélyülő strandjai északról dél felé haladva a következők:
| Strand                                          | Település     | Elhelyezkedés                                                | Parthossz | Megjegyzés                                                      |
| ----------------------------------------------- | ------------- | ------------------------------------------------------------ | --------- | --------------------------------------------------------------- |
| Palasai strand (plazh i Palasës)                | Palasa        | é. sz. 40° 10′ 00″, k. h. 19° 35′ 13″40.166667°N 19.586944°E | 1400 m    | kavicsos; néhány étterem és szállás, egyébként kiépítetlen      |
| Drimádesz strand (plazh i Drimadhës)            | Dhërmi        | é. sz. 40° 09′ 19″, k. h. 19° 36′ 35″40.155278°N 19.609722°E | 1800 m    | kavicsos; éttermek, hotelek                                     |
| Dhërmii strand (plazh i Dhërmiut)               | Dhërmi        | é. sz. 40° 08′ 30″, k. h. 19° 38′ 22″40.141667°N 19.639444°E | 1500 m    | kavicsos; éttermek, hotelek                                     |
| Gjipei strand (plazh i Gjipesë)                 | Iljas         | é. sz. 40° 07′ 38″, k. h. 19° 40′ 10″40.127222°N 19.669444°E | 250 m     | kavicsos; csak gyalogosan megközelíthető, büfé                  |
| Jalai strand (plazh i Jalës)                    | Vuno          | é. sz. 40° 07′ 11″, k. h. 19° 42′ 05″40.119722°N 19.701389°E | 300 m     | kavicsos; éttermek, néhány hotel                                |
| Livadhi strand (plazh i Livadhit)               | Himara-Fshat  | é. sz. 40° 06′ 36″, k. h. 19° 43′ 16″40.110000°N 19.721111°E | 1300 m    | kavicsos; éttermek, hotelek, kemping                            |
| Himarai strand (plazh i Himarës)                | Himara        | é. sz. 40° 06′ 03″, k. h. 19° 44′ 44″40.100833°N 19.745556°E | 500 m     | kavicsos; kiépített, városi sétány mellett                      |
| Marachi strand (plazh Marachi)                  | Himara        | é. sz. 40° 05′ 57″, k. h. 19° 44′ 57″40.099167°N 19.749167°E | 200 m     | kavicsos; kiépített, városi sétány mellett                      |
| Potami strand (plazh Potami)                    | Himara        | é. sz. 40° 05′ 42″, k. h. 19° 45′ 15″40.095000°N 19.754167°E | 1000 m    | kavicsos; néhány hotel és étterem                               |
| Llamani strand (plazh i Llamanit)               | Himara        | é. sz. 40° 04′ 50″, k. h. 19° 46′ 01″40.080556°N 19.766944°E | 200 m     | kavicsos; éttermek                                              |
| Porto Palermó-i strand (plazh i Porto Palermos) | Porto Palermo | é. sz. 40° 03′ 45″, k. h. 19° 47′ 37″40.062500°N 19.793611°E | 100 m     | kavicsos; étterem a közelben                                    |
| Qeparói strand (plazh i Qeparoit)               | Qeparo        | é. sz. 40° 03′ 11″, k. h. 19° 49′ 33″40.053056°N 19.825833°E | 1600 m    | kavicsos; hotelek, éttermek                                     |
| Borshi strand (plazh i Borshit)                 | Borsh         | é. sz. 40° 03′ 11″, k. h. 19° 49′ 33″40.053056°N 19.825833°E | 5000 m    | kavicsos; hotelek, éttermek elszórtan, kiépítetlen szakaszokkal |
| Buneci strand (plazh i Bunecit)                 | Piqeras       | é. sz. 40° 00′ 16″, k. h. 19° 53′ 30″40.004444°N 19.891667°E | 1300 m    | kavicsos; néhány szállás, egyébként kiépítetlen                 |
| Lukovai strand (plazh i Lukovës)                | Lukova        | é. sz. 39° 58′ 30″, k. h. 19° 54′ 46″39.975000°N 19.912778°E | 600 m     | kavicsos sziklaparttal; éttermek, kemping                       |